# Цона Резиденцијале Прадонико (Болцано)
Цона Резиденцијале Прадонико је насеље у Италији у округу Болцано, региону Трентино-Јужни Тирол.
Према процени из 2011. у насељу је живело 53 становника. Насеље се налази на надморској висини од 750 м.